# 迷幻

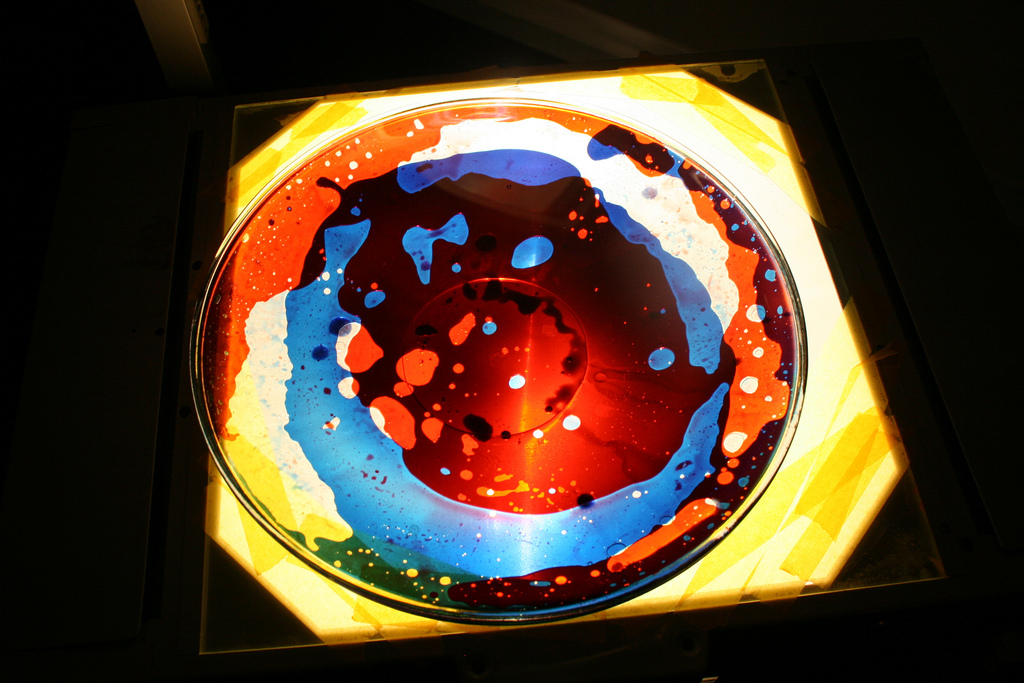
自20世纪60年代以来，人们就开始使用强光灯的液体油投影将旋转的色彩投射到屏幕上

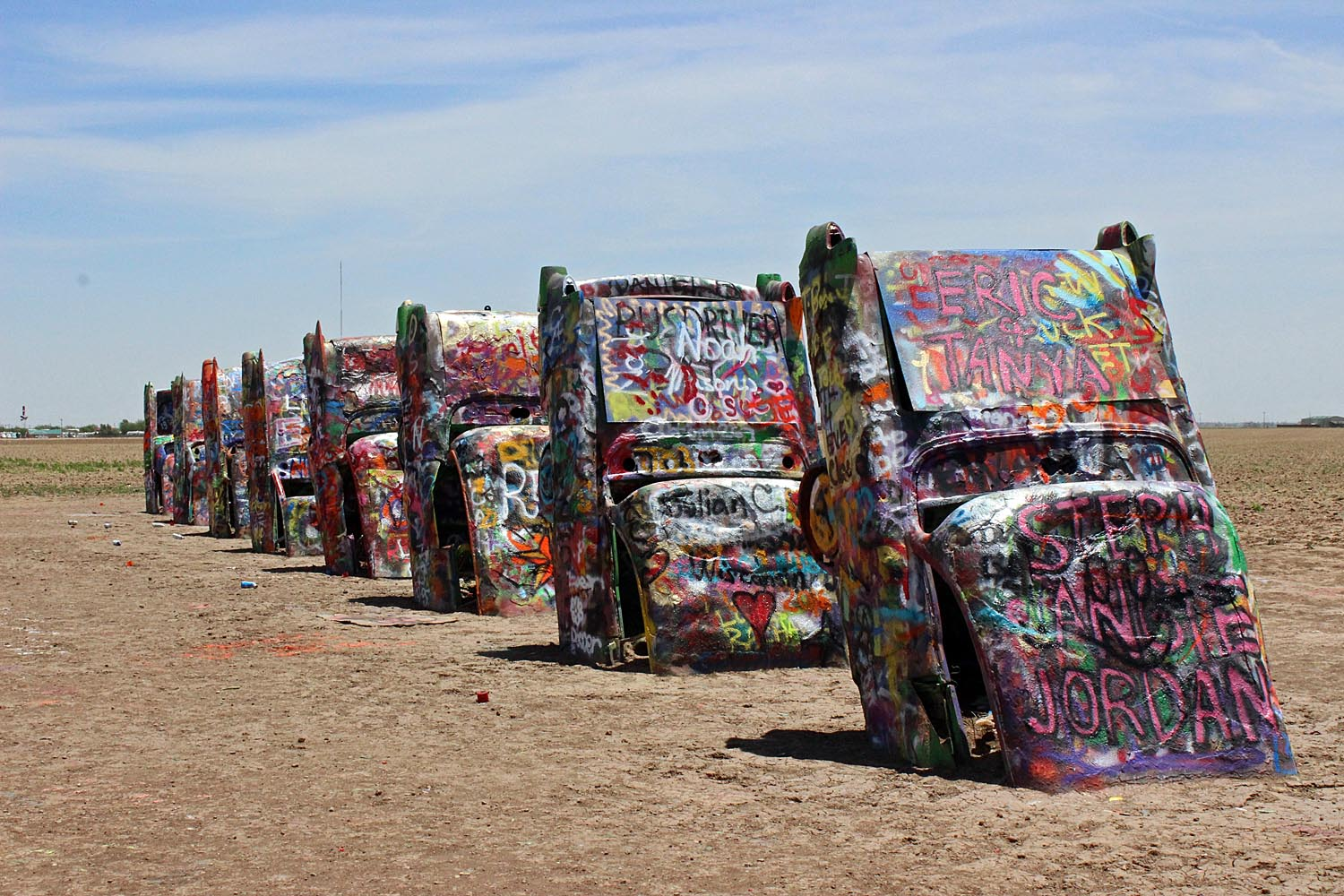
《凯迪拉克农场》，迷幻艺术的一个例子

迷幻（英语：Psychedelia，或通称迷幻文化）通常指一种形式风格或美学，类似于20世纪60代的迷幻亚文化和某些精神活性物质产生的迷幻体验。这包括那个时代的迷幻艺术、迷幻音乐和服饰风格。这主要是由使用迷幻药物（如麦角酸二乙酰胺（LSD）、麦司卡林和裸盖菇素）的人以及参与和迷恋这种亚文化的非使用（药物）者所创造的。迷幻艺术和音乐通常重现或反映意识改变的经历。迷幻艺术使用高度扭曲或失真画面的超现实视觉效果、鲜艳的色彩和全光谱和动画（包括卡通）来唤起、传达或增强迷幻体验。
迷幻音乐使用失真电吉他、印度音乐元素（如西塔琴、塔布拉鼓）、电子效果、音效和混响，以及精心制作的录音室效果，例如倒放磁带或将音乐从一侧摇到另一侧。
迷幻体验的特点是，患者会对大脑中此前未知的领域产生惊人的感知，或是从表面上看似平凡的束缚中解放出来的创造性活力。迷幻状态是一系列的体验，包括感知变化，例如幻觉、联觉、认识改变或意识集中、思维模式的变化、恍惚或催眠状态、神秘状态和其他精神变化。
这些过程会导致一些人的心理运作发生变化，从而定义他们的自我认同（无论是瞬间的敏锐还是长期的发展），与他们之前的正常状态有很大不同，以至于可以激发新形成的理解感，如启示、神圣启示、困惑和精神病。那些为了精神目的或自我发现而使用迷幻药物的人通常被称为精神航海者。

## 词源

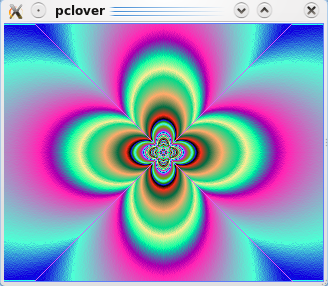
吸烟三叶草，一幅由计算机生成图像的迷幻艺术作品

该术语最初于1956年由精神病学家汉弗莱·奥斯蒙德创造的名词，作为迷幻心理治疗背景下致幻药物的另一种描述。它不规则地源于希腊语ψυχή psychḗ意为“灵魂、思想”和δηλείν dēleín意为“显现”，意思是“思想显现”，暗示迷幻药可以开发人类思想中未使用的潜力。美国民族植物学家理查德·舒尔茨讨厌这个术语，但美国心理学家蒂莫西·利里却支持这个术语。
为了给麦角酸二乙酰胺（LSD）引起的体验命名，奥斯蒙德联系了奥尔德斯·赫胥黎，他是一位熟人，也是LSD治疗用途的倡导者。赫胥黎创造了“phanerothyme”一词，该词源于希腊语中表示“显现”（φανερός）和“精神”（θύμος）的词根。在给奥斯蒙德的信中，他写道：
让这平凡的世界变得崇高，
服用半克的百里香
奥斯蒙德对此回应：
想要洞悉地狱，或是翱翔天使，
只需一小撮迷幻药
奥斯蒙德最终选择了这个词，因为它“清晰、悦耳，而且不受其他联想的影响”。美国民族植物学家理查德·埃文斯·舒尔茨非常讨厌这种对“psychedelic”一词的混乱拼写，但蒂莫西·利里却认为它听起来更好，因此支持这种拼写。由于“psychedelic”一词在流行文化中的使用范围扩大，且其措辞被认为不正确，卡尔·安东·保罗·拉克、杰里米·比格伍德（Jeremy Bigwood）、丹尼尔·斯特普尔斯、乔纳森·奥特和罗伯特·戈登·沃森提出了“宗教致幻（entheogen）”一词来描述此类物质产生的宗教或精神体验。